# تازه آباد حيدربيغي (مقاطعة غيلانغرب)
تازه‌آباد حيدربيغي (بالفارسية: تازه‌آباد حیدربیگی) هي قرية تقع في كرمانشاه في إيران. يقدر عدد سكانها بـ 100 نسمة .